# 美高梅中國
美高梅中國控股有限公司，簡稱美高梅中國控股，以及美高梅中國（英語：MGM CHINA HOLDINGS LIMITED，港交所：2282），由紐約上市的美高梅國際酒店集團，以及何鴻燊女兒何超瓊在2007年組成，總部位於澳門外港新填海區孫逸仙大馬路Edificio MGM Macau，香港辦事處則位於香港中環干諾道中200號招商局大廈1402室。

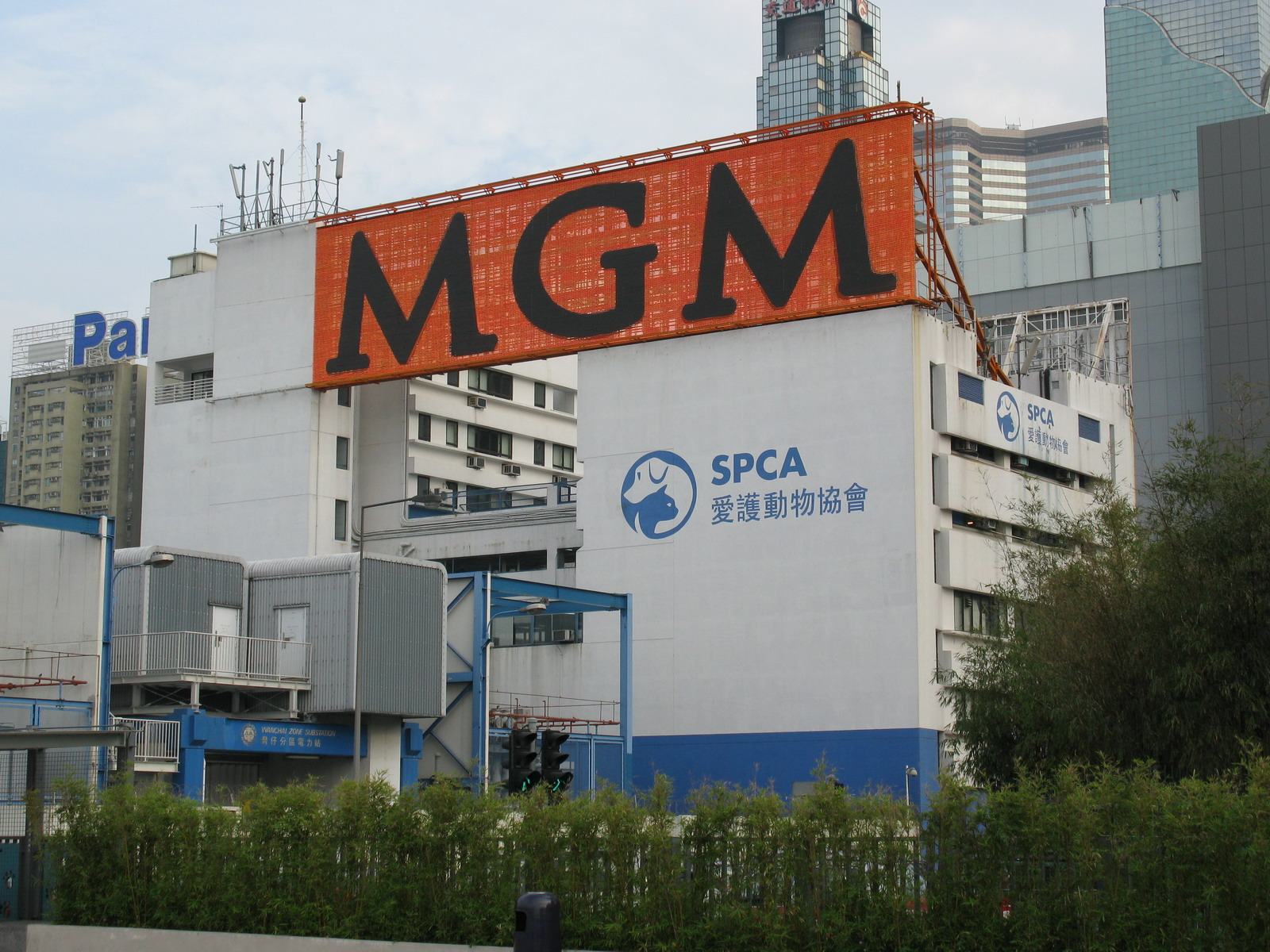
位於香港灣仔的澳門美高梅廣告招牌

其股份自2011年6月3日在香港交易所主板上市。而在上市前以招股價15.34港元定價，集資定額111.33億港元，其中全球配售獲得20倍超額認購，包括香港及國際配售。美高梅中國上市時，股東何超瓊把兩成舊股以公開發售的形式出售，另把1%股權出售予美高梅，手上持股比率減至29%，而美高梅則持有51%股權。
業務主要博彩及酒店業務，也就是旗下美高梅金殿超濠股份有限公司，包括澳門美高梅便是其中之一，其次便是擁有6個賭場經營、酒店、水療店、酒吧、地產等。
美高梅國際酒店以1.5億美元現金（約11.7億港元）及美高梅國際酒店集團706萬股或4.8%股權，總值25.2億港元，向何超瓊控制的Grand Paradise Macau收購美高梅中國1.881億股或4.95%公司股權

## 與Metro-Goldwyn-Mayer（MGM）的關係
所有美高梅酒店與Metro-Goldwyn-Mayer（MGM）電影公司均無任何直接關係。澳門美高梅為美高梅國際酒店集團旗下的娛樂場酒店，其始創人Kirk Kerkorian曾同是MGM電影公司的擁有人。

## 主要股東
- 美高梅國際酒店集團56%
- Grand Paradise Macau12.49%
- 何超瓊10%

## 連結
- MgmChinaHoldings.com （页面存档备份，存于）